# Guldbagge/Beste Nebendarstellerin
Guldbagge: Beste Nebendarstellerin
Gewinnerinnen des schwedischen Filmpreises Guldbagge in der Kategorie Beste Nebendarstellerin (Bästa kvinnliga biroll). Das Schwedische Filminstitut vergibt seit 1964 alljährlich seine Auszeichnungen für die besten Filmproduktionen und Filmschaffenden des vergangenen Kinojahres Ende Januar beziehungsweise Anfang Februar auf einer abwechselnd in Stockholm oder Göteborg stattfindenden Gala.
Am erfolgreichsten in dieser Kategorie war die schwedische Schauspielerin Bibi Andersson, die es zwischen 2001 und 2008 auf drei Auszeichnungen brachte. Mit einem weiteren Sieg in der Kategorie Beste Hauptdarstellerin ist Andersson auch die am häufigsten geehrte Schauspielerin.

## Preisträgerinnen und Nominierungen

### 1990er Jahre
1996
Sif Ruud – Pensionat Oscar und Stora och små män
Frida Hallgren – 30:e november
Birgitta Andersson – Jönssonligans största kupp

1997
Lena Endre – Jerusalem
Chatarina Larsson – Nu är pappa trött igen
Viveka Seldahl – Juloratoriet

1998
Tintin Anderzon – Adam & Eva
Lena Endre – Svenska hjältar
Gerd Hegnell – Rika barn leka bäst

1999
Maria Langhammer – Hela härligheten
Lena B. Eriksson – Veranda för en tenor
Lena Granhagen – Glasblåsarns barn

### 2000er Jahre
2000
Pernilla August – Där regnbågen slutar
Källa Bie – Vuxna människor
Jessica Zandén – Tomten är far till alla barnen

2001
Bibi Andersson – Det blir aldrig som man tänkt sig
Aminah Al Fakir – Vingar av glas
Cecilia Nilsson – Liebe in Blechdosen (Den bästa sommaren)

2002
Carina Johansson – Lea livet
Maria Lundqvist – Deadline – Terror in Stockholm (Sprängaren)
Cecilia Frode – Syndare i sommarsol

2003
Cecilia Frode – Klassfesten
Marie Göranzon – Alla älskar Alice
Gunilla Röör – Kommissar Beck – Die letzte Zeugin (Beck – sista vittnet)

2004
Bibi Andersson – Elina (Elina – som om jag inte fanns)
Pernilla August – Om jag vänder mig om
Marie Richardson – Om jag vänder mig om

2005
Kajsa Ernst – Zurück nach Dalarna (Masjävlar)
Ingela Olsson – Wie im Himmel (Så som i himmelen)
Ann Petrén – Zurück nach Dalarna (Masjävlar)

2006
Ghita Nørby – Fyra veckor i juni
Tuva Novotny – Bang Bang Orangutang
Sofia Westberg – Mun mot mun

2007
Lia Boysen – Sök
Lena Endre – Göta Kanal 2 – Kanalkampen
Lena Nyman – Att göra en pudel

2008
Bibi Andersson – Arn – Der Kreuzritter (Arn – Tempelriddaren)
Maria Lundqvist – Den nya människan
Gunilla Nyroos – Nina Frisk

2009
Maria Lundqvist – Himlens hjärta
Amanda Ooms – Die ewigen Momente der Maria Larsson (Maria Larssons eviga ögonblick)
Marie Robertson – Rallybrudar

### 2010er Jahre
2010
Anki Lidén – I taket lyser stjärnorna
Annika Hallin – I taket lyser stjärnorna
Tova Magnusson-Norling – Das Mädchen (Flickan)

2011
Outi Mäenpää – Bessere Zeiten (Svinalängorna)
Tehilla Blad – Bessere Zeiten (Svinalängorna)
Cecilia Forss – Im Weltraum gibt es keine Gefühle (I rymden finns inga känslor)

2012
Cecilia Nilsson – Simon (Simon och Ekarna)
Helena Bergström – Någon annanstans i Sverige
Liv Mjönes – Küss mich – Kyss mig (Kyss mig)

2013
Ulla Skoog – Dom över död man
Léonore Ekstrand – Avalon
Yohanna Idha – Katinkas kalas

2014
Anna Bjelkerud – Hotell
Mira Eklund – Hotell
Josefin Neldén – Känn ingen sorg

2015
Anita Wall – Hemma
Fanni Metelius – Höhere Gewalt (Turist)
Ruth Vega Fernandez – Gentlemen

2016
Eva Melander – Flocken
Amy Deasismont – Stella (Min lilla syster)
Bahar Pars – Ein Mann namens Ove (En man som heter Ove)

2017
Sadžida Šetic – Min faster i Sarajevo
Ia Langhammer – Flykten till framtiden
Liv Mjönes – Den allvarsamma leken
Svetlana Rodina Ljungkvist – Der Hunderteinjährige, der die Rechnung nicht bezahlte und verschwand (Hundraettåringen som smet från notan och försvann)

2018
Julia Kijowska – Jordgubbslandet
Gizem Erdogan – Träum weiter (Dröm vidare)
Maria Heiskanen – Korparna
Mia Erika Sparrok – Sameblod

2019
Lena Nilsson – Videomannen
Maria Bonnevie – Astrid (Unga Astrid)
Sissela Benn – Sune vs. Sune
Trine Dyrholm – X&Y

### Seit 2020
2020
Bianca Cruzeiro – Aniara
Alba August – Quick – Die Erschaffung eines Serienkillers
Evin Ahmad – Ring Mamma!
Sissela Benn – Sune – Bester Mann (Sune – Best Man)
2021
Lena Endre – Mein Vater Marianne (Min pappa Marianne)
Marie Göranzon – Die Jönsson Bande (Se upp för Jönssonligan)
Eva Melander – Inland
Marianne Mörck – Nelly Rapp – Monsteragent
2022
Jennie Silfverhjelm – Das wundersame Weihnachtsfest des Karl-Bertil Jonsson (Sagan om Karl-Bertil Jonssons julafton)
Sofia Helin – Utvandrarna
Liv Mjönes – Tiger (Tigers)
Carla Sehn – Das wundersame Weihnachtsfest des Karl-Bertil Jonsson
2023
Dolly de Leon – Triangle of Sadness
Marika Lindström – Burn All My Letters (Bränn alla mina brev)
Liv Mjönes – Tack för senast
Carla Sehn – Stammisar